# Saosin

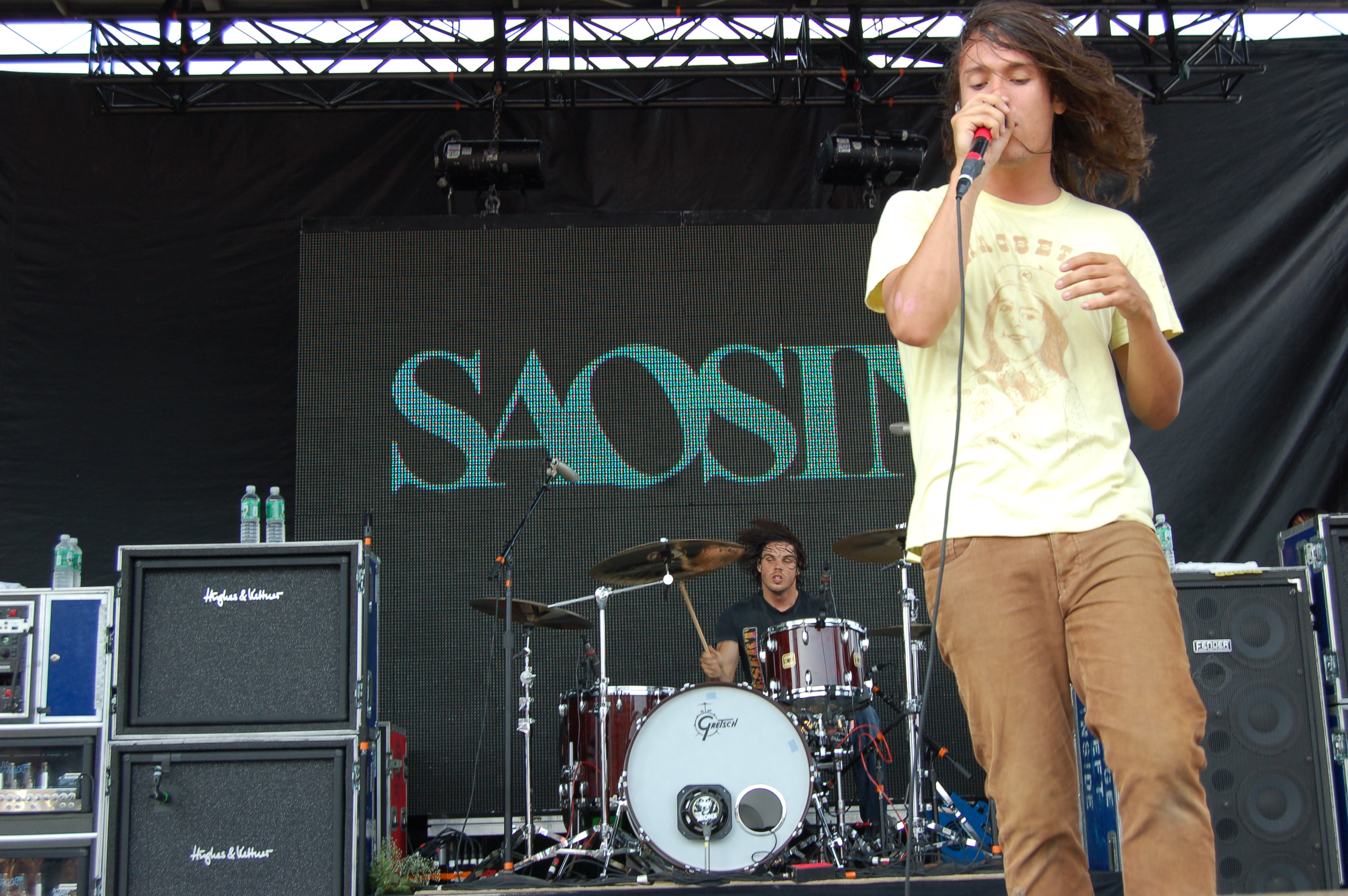
Het optreden van Saosin op 19 augustus 2007 in Bristow, Virginia.

Saosin is een post-hardcore band uit Californië.

## Biografie
De band werd opgericht in 2003 door Anthony Green, Zach Kennedy, Beau Burchell, Justin Shekoski en Alex Rodriguez. In juni 2003 bracht de band haar eerste ep uit Translating the Name. Kort daarop verliet Green de band en Cove Reber werd na audities de nieuwe zanger. Ook Kennedy verliet de band. Hij werd vervangen door Chris Sorenson.
In 2005 toerde de groep en bracht ze verscheidene singles uit en een tweede ep Saosin genaamd. In 2006 kwam het eerste volledige album op de markt, Saosin. In 2009 nam Saosin exclusief voor de (soundtrack van de) Amerikaanse serie  NCIS een nummer op, 'Move Slow'. 
In 2010 kondigde Saosin aan dat Reber de band had verlaten. De jaren daarna was de band inactief. In juni 2014 gaf de band een optreden met hun originele zanger, Green. Shekoski verliet de band in 2015 vlak voordat Saosin een comeback zou maken. 
In 2015 keerde Green officieel terug in de band en ging ze op tournee. Ze speelde twee nieuwe nummers en gaf aan dat ze bezig was met een nieuw album. Op 20 maart 2016 kwam dit album uit onder de titel Along The Shadow.

## Leden

### Huidige leden
- Beau Burchell – leidende gitaar (2003–10; 2014–heden), achtergrondvocalen (2003–heden), slaggitaar (2003–15), piano, keyboards (2003; 2010–14)
- Alex Rodriguez – drums, percussie (2003–heden)
- Chris Sorenson – bass, piano, keyboards, achtergrondvocalen (2003–heden)
- Anthony Green – leidende vocalen, additionele gitaar, piano, keyboards (2003–04; 2014–heden)

### Voormalige leden
- Zach Kennedy – bas (2003)
- Cove Reber – leidende vocalen, piano, keyboards, additionele gitaar, percussie (2004–10)
- Justin Shekoski – leidende gitaar, achtergrondvocalen (2003–15)

## Discografie

### Albums
- Saosin (2006)
- Come Close (2008)
- In Search of Solid Ground (2009)
- Along The Shadow (2016)

### Ep's
- Translating The Name (2003)
- Saosin (2005)
- Voices (2006)
- The Gray (2008)

### Singles
- Seven Years (2003)
- 3rd Measurement in C (2003)
- Bury Your Head (2005)
- Voices (2006)